# Casbia idiocrossa
Casbia idiocrossa là một loài bướm đêm trong họ Geometridae.